# Universidad de Tecnología de Jamaica
La Universidad de Tecnología de Jamaica (en inglés: University of Technology) es una universidad pública en el país caribeño de Jamaica. El actual presidente de la universidad es el profesor Errol Morrison.
La Universidad de Tecnología de Jamaica (UTech) tiene sus comienzos en 1958, originalmente conocida como el Instituto de Tecnología de Jamaica. En 1959 el nombre de la institución fue cambiado a la Facultad de Artes, Ciencia y Tecnología.
A la institución le fue concedido el estatus de universidad el 1 de septiembre de 1995, como la Universidad de Tecnología de Jamaica.